# Deneuille-les-Mines
Deneuille-les-Mines é uma comuna francesa na região administrativa de Auvérnia-Ródano-Alpes, no departamento Allier. Estende-se por uma área de 24,14 km². Em 2010 a comuna tinha 370 habitantes (densidade: 15,3 hab./km²).